# Kostas Birulis
Kostas Birulis (ur. 15 lutego 1925 w Poniewieżu, zm. 27 stycznia 2004 w Wilnie) – litewski inżynier elektrotechnik, polityk, minister łączności w latach 1990–1991.

## Życiorys
Od 1944 służył w Armii Czerwonej. Brał udział w walkach 1 Frontu Nadbałtyckiego na Żmudzi i w Prusach Wschodnich. Był ciężko ranny. W 1946 został zdemobilizowany jako inwalida wojenny.
W latach 1946–1951 studiował na wydziale elektrotechniki Uniwersytetu Witolda Wielkiego w Kownie, a w latach 1957–1961 zaocznie studiował język angielski w instytucie języków obcych w Moskwie.
W latach 1950–1951 pracował jako starszy radiotechnik w stacji radiowej w Sitkūnai. Był naczelnym inżynierem w kłajpedzkich sieciach radiofonicznych od 1951 do 1953 i w wileńskich sieciach radiofonicznych od 1953 do 1957. Następnie przez dwa lata pełnił funkcję zastępcy naczelnika zarządu produkcji urządzeń w sownarchozie. W latach 1959–1962 był naczelnikiem zarządu techniki w resorcie łączności, a w latach 1962–1965 naczelnikiem biura łączności miasta Kowna. W 1965 wrócił do pracy w ministerstwie, obejmując stanowisko naczelnika zarządu łączności elektrycznej, z którego odszedł w 1988. Pozostał w resorcie jako główny ekspert ds. stosunków międzynarodowych. W tym samym czasie zaangażował się w działalność Sąjūdisu.
W marcu 1990 objął kierownictwo ministerstwa łączności w pierwszym rządzie niepodległej Litwy. Ze stanowiska ministra odszedł w grudniu 1991. Do 1993 pozostawał pracownikiem ministerstwa jako doradca w wydziale stosunków międzynarodowych.
W latach 1993–1995 był dyrektorem przedstawicielstwa duńskiej firmy NKT na Litwie, a w latach 1995–1998 konsultantem Eutelsat.